# Al-Dschabal al-Achdar (Libyen)

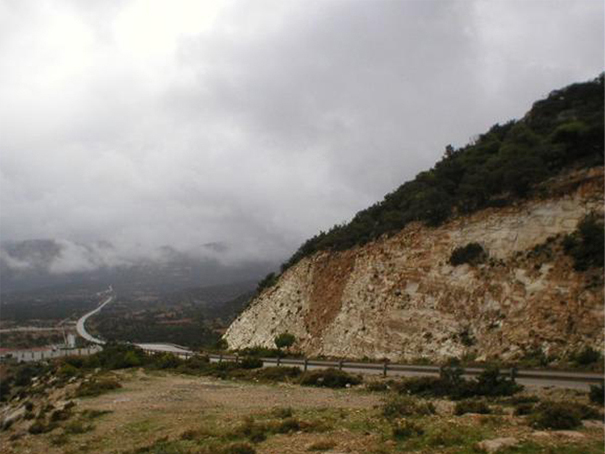
Blick vom Dschabal al-Achdar nahe Bengasi, der niederschlagsreichsten Region Libyens

Al-Dschabal al-Achdar (arabisch الجبل الأخضر, DMG al-Ǧabal al-Aḫḍar, andere Transkriptionen: Jebel Akhdar, Jabal Akhdar und Djebel Akhdar; deutsch: Grüner Berg; nach dem antiken Barke veraltet auch Plateau von Barka) ist ein Gebirge in der historischen Region Kyrenaika an der libyschen Mittelmeerküste.

## Lage
Das Hochland befindet sich im gleichnamigen Distrikt al-Dschabal al-Achdar und den benachbarten Munizipien al-Hizam al-Achdar, al-Mardsch und al-Quba. Die Stadt al-Baida ist eine der größten Städte der Region.
Das Plateau erstreckt sich in einem weiten Bogen von der Stadt Bengasi über knappe 300 km weiter über Derna nach Osten bis über Umm ar Rizam.

## Geomorphologie
Die mittleren Höhen des Gebirgsplateaus bewegen sich um die 400–600 Meter, der höchste Punkt erreicht rund 880 Meter.
Die Nordseite ist felsig und zerklüftet, von vielen Wadis durchzogen und mit roter Erde bedeckt; sie fällt relativ steil zum Mittelmeer ab, von dem sie nur durch einen schmalen Streifen Küstentiefland getrennt ist. Die Südseite hingegen senkt sich in Stufen sanft in die Libysche Wüste, die Oberfläche besteht vielerorts aus grauem Sand.

## Flora und Fauna
Die Lage des Gebirges am Mittelmeer führt zu relativ hohen, aber stark schwankenden Niederschlagsmengen von 250 bis 600 mm pro Jahr und damit zu einem mediterran geprägten Klima. Entgegen den sonstigen ariden Verhältnissen in Libyen, das eines der waldärmsten Länder der Welt ist, gibt es in diesem Gebiet Waldflächen in einer Größenordnung von rund 3200 km², obwohl rund ein Drittel des ursprünglich vorhandenen Waldes bereits der Landwirtschaft weichen musste. Neben dem Wald beherrschen Macchie und steppenartige Gebiete das Bild. Typische Pflanzen der Macchie sind der Phönizische Wacholder (Juniperus phoenicea), der Mastixstrauch (Pistacia lentiscus), die Kermes-Eiche (Quercus coccifera) und der Johannisbrotbaum (Ceratonia siliqua). In den trockeneren steppenartigen Bereichen dominieren der Ästige Affodill (Asphodelus ramosus), die Dornige Bibernelle (Sarcopoterium spinosum) und die Beifuß-Art Artemisia herba-alba.
Mehr als die Hälfte der endemischen Pflanzenarten Libyens hat hier ihren Wuchsort. Ein Beispiel dafür ist der Erdbeerbaum Arbutus pavarii.

## Geschichte
Das Gebiet war im Altertum von Berberstämmen, den Libyern, besiedelt, ehe die Griechen hier ihre Kolonien gründeten.
Die antike griechische Kolonie Kyrene befand sich in einem fruchtbaren Tal im Zentrum der Hochfläche und wurde 365 durch ein Erdbeben zerstört.
643 eroberten im Rahmen der islamischen Expansion arabische Muslime Libyen, es folgten im 11. Jahrhundert die Banu Hilal, ehe die Region 1517 unter osmanische Herrschaft fiel.
Von 1911 an bis gegen Ende des Zweiten Weltkriegs war Libyen von Italien okkupiert, tausende italienische Kolonialisten siedelten sich in dieser Zeit im Hochland Dschabal al-Achdar an, da es den klimatischen Bedürfnissen der Europäer entgegenkam. Noch heute stammen viele Bauernhäuser aus der Zeit der italienischen Besatzung.
Der libysche Korangelehrte und Widerstandskämpfer Umar al-Muchtar nutzte die bewaldeten Hochgebiete mehr als 20 Jahre lang als Rückzugsgebiet während der italienischen Besetzung.

## Bilder

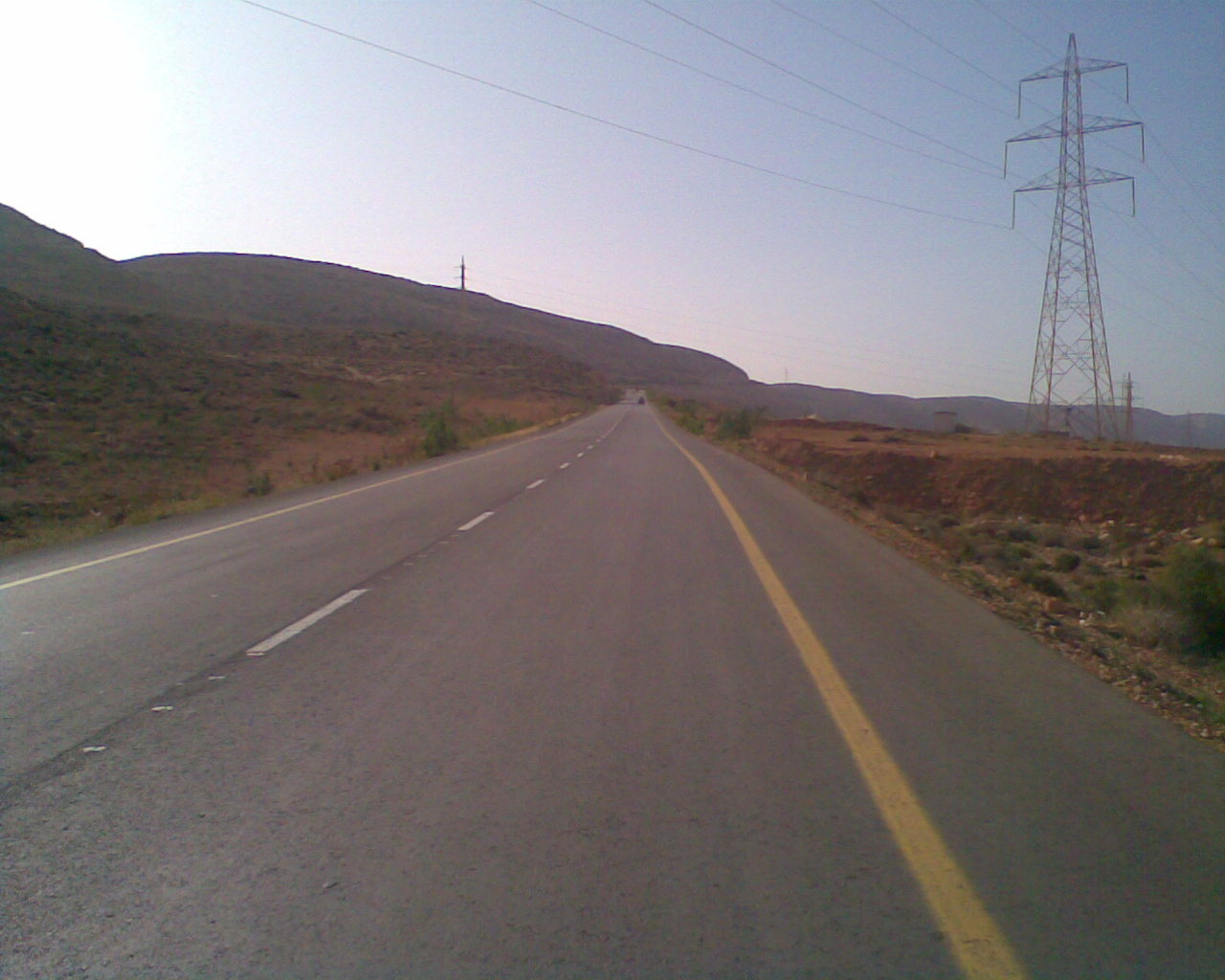
Ostende des Gebirges nahe Derna
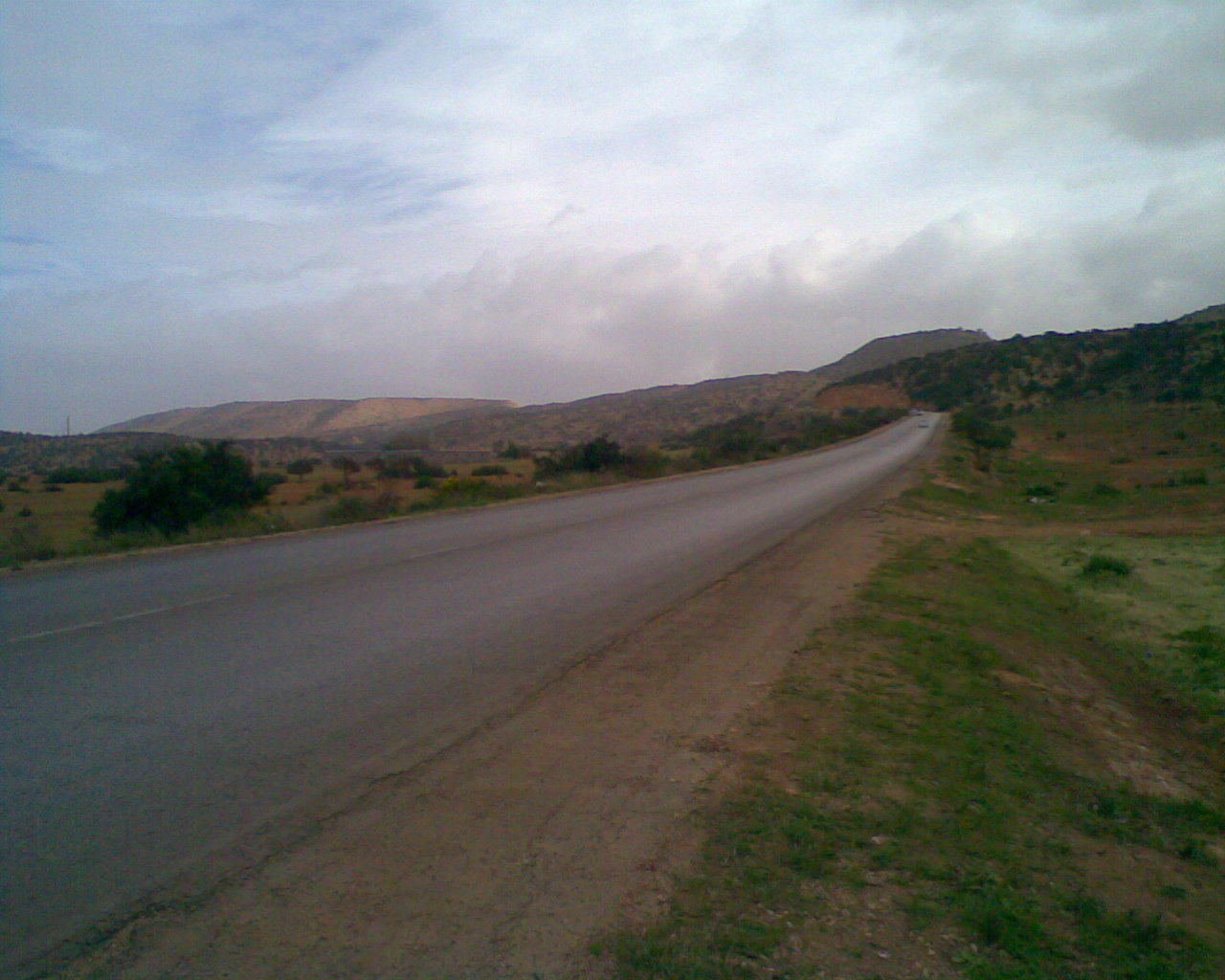
Westende des Gebirges bei Al Bakour nahe Tocra
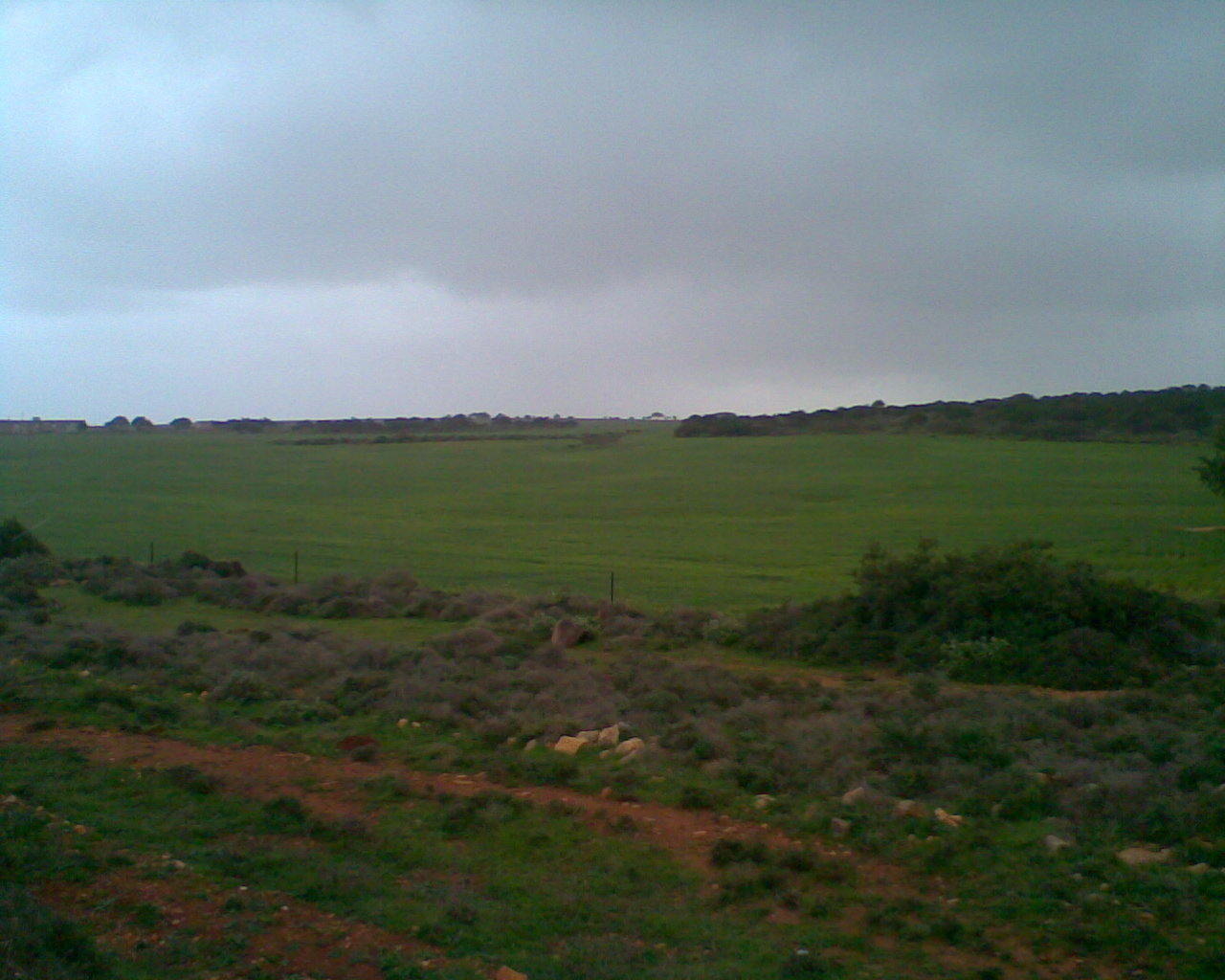
Grüne Weide im Januar